# 牛久町
牛久町（うしくまち）は、かつて千葉県市原郡に存在し、昭和の大合併により廃止された町。現在の市原市中部（南総地区）に所在していた。
1889年の町村制施行にともない明治村（めいじむら）として発足し、1924年に町制を施行した際に牛久町と改称した。

## 地理
市原郡（郡域はほぼ現在の市原市と重なる）の中部に位置する村であった。1916年（大正5年）時点では、北に戸田村・養老村、東に内田村・鶴舞町、南に高滝村・君津郡馬来田村、西に戸田村と接していた。
1916年（大正5年）に編纂された『千葉県市原郡誌』によれば、牛久（うしく）・奉免（ほうめん）・西国吉（にしくによし）・妙香（みょうこう）・中（なか）・佐是（さぜ）・皆吉（みなよし）・金沢（かなざわ）・大蔵（おおくら）・藪（やぶ）・岩（いわ）の11区（いずれも町村制以前の旧村＝大字）からなっていた。これらの11個の大字は、現在の市原市の大字として存続している。

## 歴史

### 町村制施行以後の行政区画変遷年表
- 1889年（明治22年）4月1日 - 町村制施行に伴い牛久村，奉免村，妙香村，中村，佐是村，西国吉村，皆吉村，金沢村，大蔵村，藪村，岩村が合併して市原郡明治村が成立。
- 1924年（大正13年）7月15日 - 明治村が町制施行・改称して牛久町となる。
- 1954年（昭和29年）11月15日 - 鶴舞町，戸田村，内田村，平三村と合併して南総町となり消滅。
- 1967年（昭和42年）10月1日 - 南総町が加茂村とともに市原市へ編入される。

## 交通

### 鉄道
- 小湊鉄道小湊鉄道線 - 上総牛久駅